# Хаясимо (1944)
Хаясимо (яп. 早霜, «Ранний иней») — японский эсминец типа «Югумо» водоизмещением 2500 тонн.
Заложен на верфи Майдзуру. Спущен в ноябре 1943 года, вошёл в строй 20 февраля 1944 года. Участвовал в сражениях в Филиппинском море (Марианские острова). 26 ноября 1944 года у Миндоро тяжело повреждён американской авиацией с TF38 и оставлен экипажем в точке 12°50′ с. ш. 121°21′ в. д..